# ونگ‌ونگ
ونگ‌ونگ (انگلیسی: Babbling) مرحله‌ای در رشد کودک و وضعیتی در اکتساب زبان است که در طول آن به‌نظر می‌رسد نوزاد در حال آزمون‌وخطا با برزبان‌آوردن صداهای بیانی‌ست، ولی هنوز هیچ واژه‌ی مشخصی را بر زبان نمی‌آورد. ونگ‌ونگ زدن اندکی پس از تولد شروع می شود و در چندین مرحله پیشرفت می کند و تدریجاً مجموعه صداهای تولید شده توسط کودک گسترش می یابد و صداها بیشتر شبیه به گفتار می شوند. نوزادان معمولاً در حدود ۱۲ ماهگی شروع به تولید کلمات قابل تشخیص می کنند، اگرچه ممکن است ونگ‌ونگ زدن برای مدتی پس از آن نیز ادامه یابد.
ونگ‌ونگ زدن را می توان به عنوان پیش درآمدی برای رشد زبان یا صرفاً به عنوان آزمایش صوتی در کودکان در نظر گرفت.ساختارهای فیزیکی دخیل در حرف زدن هنوز در سال اول زندگی کودک در حال توسعه هستند. این رشد فیزیکی مستمر مسئول برخی از تغییرات در توانایی ها و تغییرات صدایی است که نوزادان می توانند تولید کنند. تحولات غیرطبیعی مانند برخی از شرایط پزشکی، تأخیر در رشد، و اختلالات شنوایی ممکن است در توانایی کودک برای ونگ‌ونگ زدن عادی اختلال ایجاد کند. اگرچه هنوز در مورد منحصر به فرد بودن زبان برای انسان ها اختلاف نظر وجود دارد، ونگ‌ونگ زدن منحصر به گونه زیستی انسان نیست.